# Shakopee
Shakopee is een plaats (city) in de Amerikaanse staat Minnesota, en valt bestuurlijk gezien onder Scott County.

## Demografie
Bij de volkstelling in 2000 werd het aantal inwoners vastgesteld op 20.568.
In 2006 is het aantal inwoners door het United States Census Bureau geschat op 32.865, een stijging van 12297 (59.8%).

## Geografie
Volgens het United States Census Bureau beslaat de plaats een oppervlakte van
73,7 km², waarvan 69,9 km² land en 3,8 km² water. Shakopee ligt op ongeveer 244 m boven zeeniveau.

## Plaatsen in de nabije omgeving
De onderstaande figuur toont nabijgelegen plaatsen in een straal van 12 km rond Shakopee.